# 地方議会
地方議会（ちほうぎかい）は、立法府議会のうち、国全体を管轄する中央政府によるものを除き、一部地方を管轄する地方政府による議会を指す。

## 概要
議会としての機能は通常の立法府であるが、国全体を管轄する中央政府とは異なり、特定の地方に関する条例や予算を扱い、多くの場合は中央政府の法に反しない範囲での立法となる。

## 各国の例

### アメリカ合衆国
アメリカ合衆国の場合は、50州の州議会とD.C.議会および各領土の議会を有しており、それ以外に各市の市議会も存在する。

### 中華民国
中華民国では各省に省議会がおかれていたが、領土のほとんどを国共内戦により中華人民共和国に奪われて以降、大半の省議会が休止状態となり、中華民国に残った台湾省においても台湾省議会が台湾省諮議会に改組された。